# Giardino delle Rose
Il giardino delle Rose a Firenze è un parco nella zona di Oltrarno sottostante al piazzale Michelangelo verso ovest, in viale Giuseppe Poggi.
Un tempo aperto al pubblico solo per un breve periodo in primavera, da adesso il giardino è aperto ogni giorno dell'anno (eccetto Natale e Capodanno) dalle 9 del mattino al tramonto.

## Storia
Fu realizzato nel 1865 dallo stesso architetto del piazzale, Giuseppe Poggi su incarico del Comune di Firenze in previsione dello spostamento della capitale d'Italia da Torino. Copre circa un ettaro di terreno terrazzato dal quale si gode una splendida vista panoramica della città, racchiuso fra l'attuale viale Poggi, via di San Salvatore, e via dei Bastioni.
Già appartenuto a una villetta di proprietà dei padri filippini e denominato "podere di San Francesco", venne poi spartito a terrazzamenti da Attilio Pucci che utilizzò la sua posizione e i muri di sostegno delle terrazze per dar vita ad una collezione di rose.
Nel 1895 il giardino venne aperto al pubblico durante la festa delle Arti e dei Fiori che la Società di belle arti e la Società italiana di orticoltura iniziarono a tenere ogni mese di maggio. Costruito secondo il modello alla francese ha un ambiente naturale bucolico, ma allo stesso tempo razionalizzato. Di particolare interesse è l'impianto di irrigazione, formato da una cisterna posta in alto, in prossimità del piazzale, e da una conduttura che porta l'acqua fino alle numerose prese in giardino.
Nel 1998, il giardino si è arricchito di uno spazio donato dall'architetto giapponese Yasuo Kitayama, un'oasi giapponese Shorai, donata a Firenze dalla città gemellata di Kyōto e dal tempio Zen Kōdai-ji.
Dal settembre 2011 il Giardino ospita dieci sculture in bronzo e due gessi dell'artista belga Jean-Michel Folon, grazie alla donazione fatta dalla vedova dell'artista al Comune di Firenze e all'impegno di Marilena Pasquali, presidente del centro studi Giorgio Morandi che già curò e realizzò la grande mostra di Folon al forte di Belvedere nel 2005.
- Un oiseau, 1993
- Chat-oiseau, 1994
- Chat, 1996
- Vingt-cinquième pensée, 2001
- Méditerranée, 2001
- Panthère, 2003
- Walking, 2003
- Je me souviens, 2003
- Partir, 2005
- L'envol, 2005.

Oggi il giardino conta circa 1.000 varietà botaniche con ben 400 specie di rose.

## Galleria d'immagini

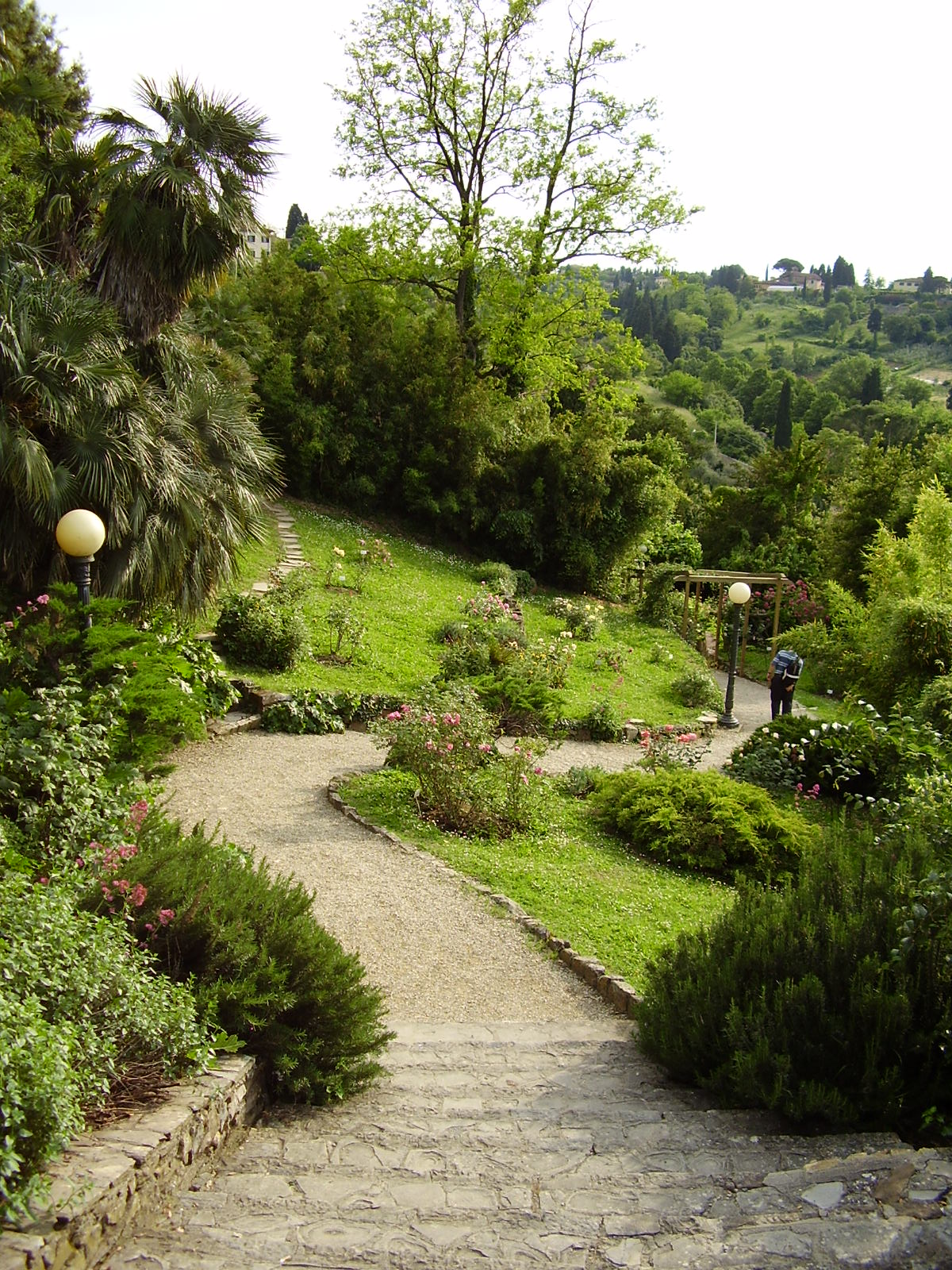
Vialetto dal Piazzale Michelangelo
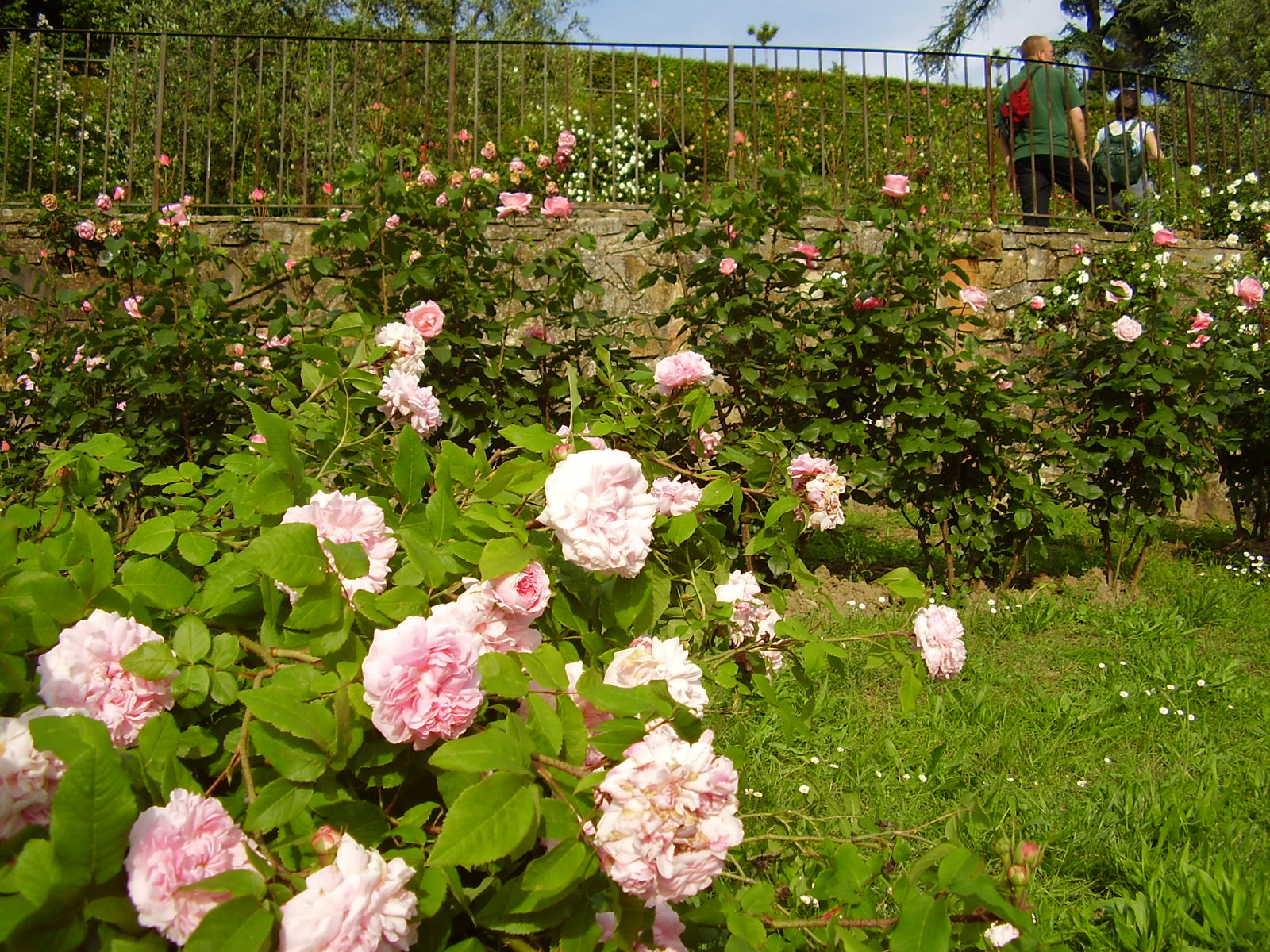
Roseto
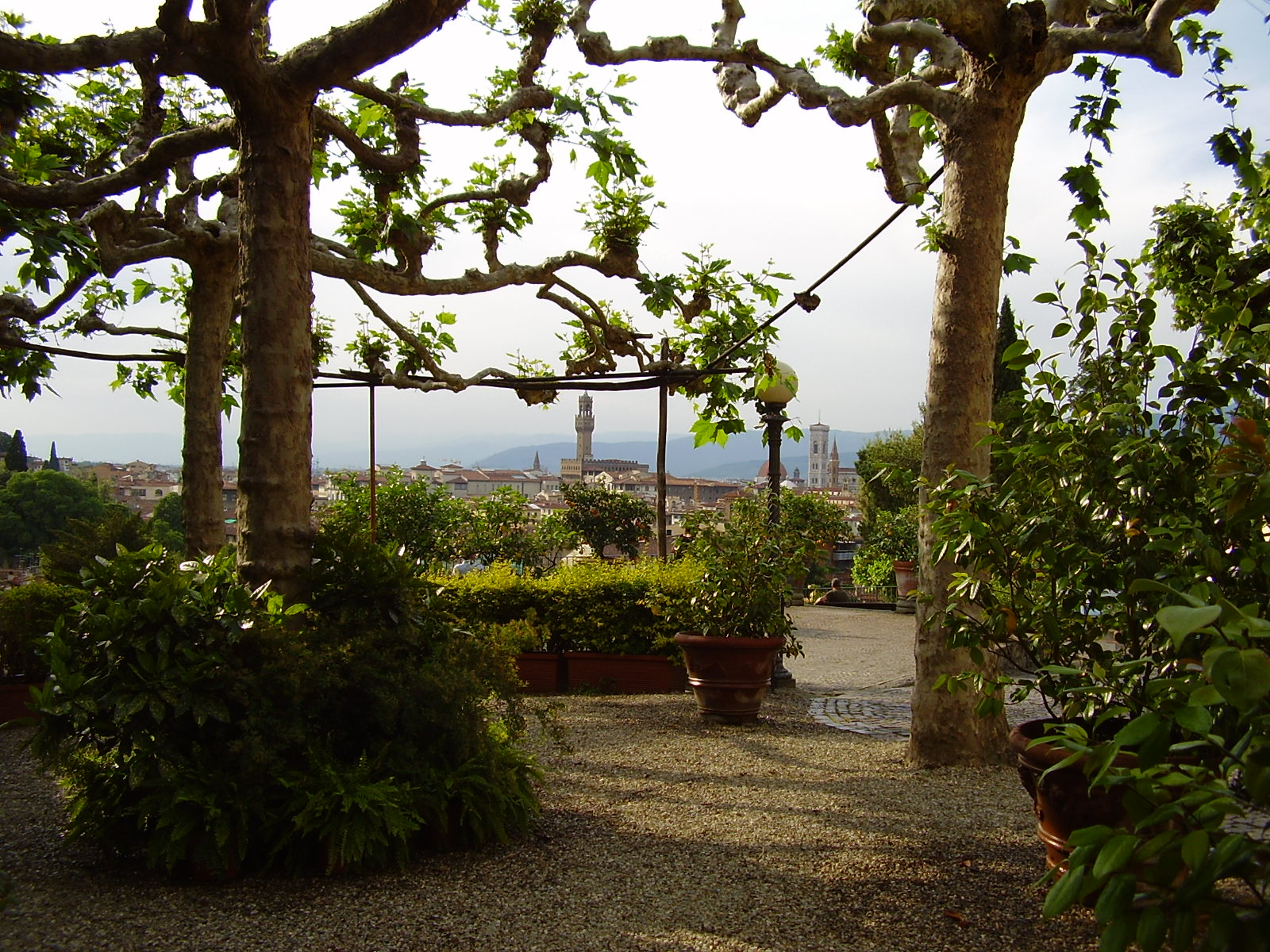
La terrazza
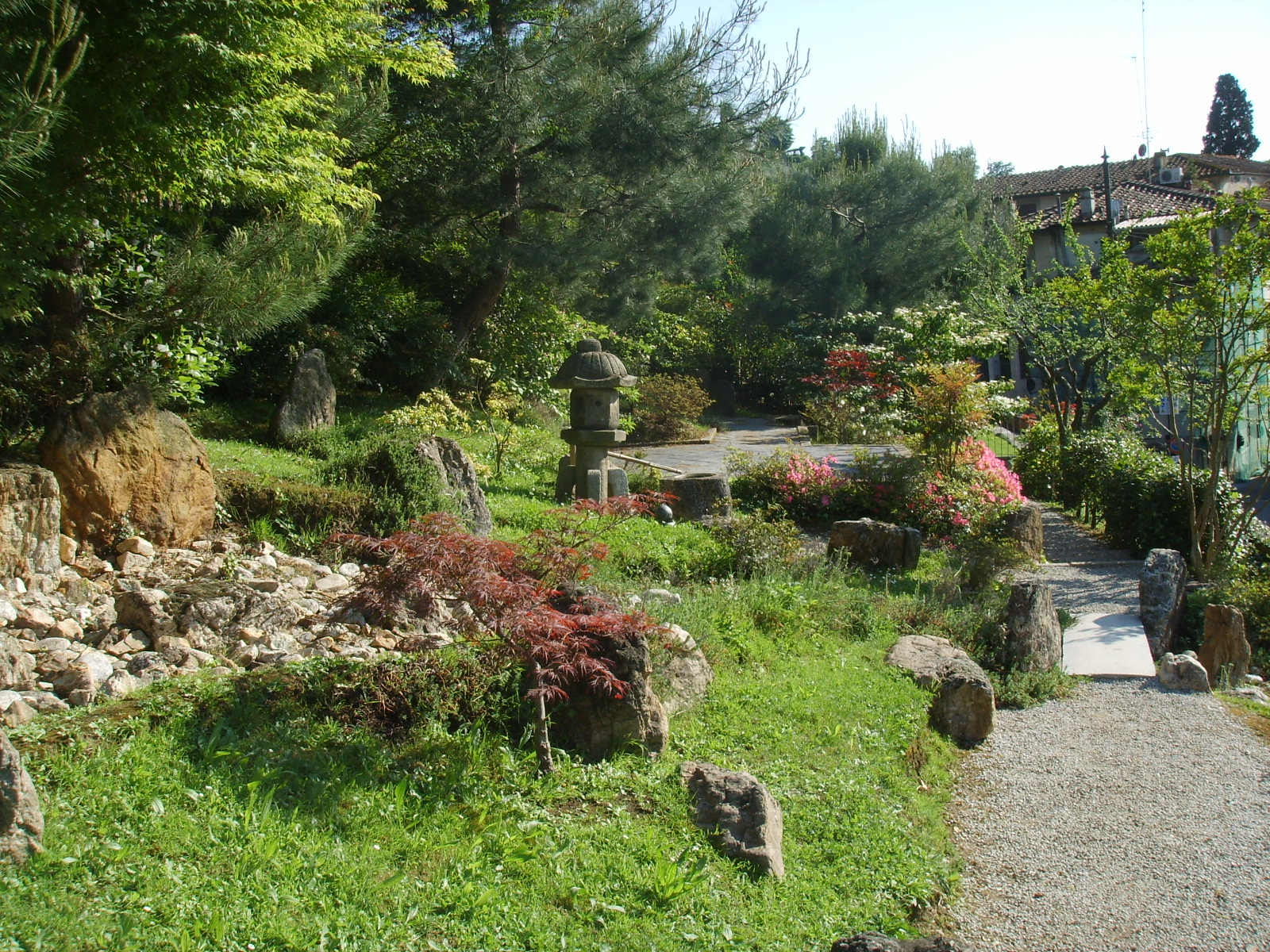
Il giardino giapponese